# Чернополосый валлаби
Чернополосый валлаби (лат. Notamacropus dorsalis, или Macropus dorsalis) — валлаби средних размеров. Обитает в Австралии, в штатах Квинсленд и Новый Южный Уэльс. В последнем встречается только к западу от Большого Водораздельного хребта.
Численность уменьшается, но вид пока не включён в число угрожаемых. Однако находящейся в опасности признана популяция этих животных в Новом Южном Уэльсе.

## Образ жизни
Как правило, чернополосый валлаби обитает в лесах с густым подлеском однако в северной части своего ареала он встречается и вне лесных массивов. Чернополосые валлаби стайные животные, которые живут в группах насчитывающих около 20 особей. 

## Размножение
Как и для прочих сумчатых, для чернополосого валлаби характерна короткая беременность — в среднем от 33 до 36 дней. Родившиеся детёныши продолжают развитие в материнской сумке, оставаясь в ней в среднем от 192 до 225 дней. 